# Vuelve
Vuelve är ett studioalbum av den puertoricanska sångaren Ricky Martin. Det gavs ut den 10 februari 1998 och innehåller 14 låtar.

## Låtlista
| Nr  | Titel                    | Längd |
| --- | ------------------------ | ----- |
| 1.  | Por Arriba, Por Abajo    | 3:07  |
| 2.  | Vuelve                   | 5:08  |
| 3.  | Lola, Lola               | 4:46  |
| 4.  | Casi un Bolero           | 4:39  |
| 5.  | Corazonado               | 4:58  |
| 6.  | La Bomba                 | 4:34  |
| 7.  | Hagamos el Amor          | 3:11  |
| 8.  | La Copa de la Vida       | 4:28  |
| 9.  | Perdido Sin Tí           | 4:10  |
| 10. | Asi Es la Vida           | 4:00  |
| 11. | Marcia Baila             | 3:59  |
| 12. | No Importa la Distancia  | 4:51  |
| 13. | Gracias por Pensar en Mi | 5:34  |
| 14. | The Cup of Life          | 4:37  |

## Listplaceringar
| Lista               | Topplacering |
| ------------------- | ------------ |
| Australien          | 2            |
| Belgien (Flandern)  | 37           |
| Belgien (Vallonien) | 22           |
| Finland             | 7            |
| Frankrike           | 23           |
| Nederländerna       | 41           |
| Norge               | 1            |
| Schweiz             | 4            |
| Sverige             | 2            |
| Österrike           | 22           |